# Villa de Álvarez
Villa de Álvarez ist eine Stadt mit etwa 117.000 Einwohnern im mexikanischen Bundesstaat Colima. Villa de Álvarez ist Verwaltungssitz des gleichnamigen Municipio Villa de Álvarez.

## Geographie

### Lage
Villa de Álvarez liegt im Bundesstaat Colima am Fuße des gleichnamigen Vulkanes.

### Klima
Die jährliche Durchschnittstemperatur beträgt 25 °C, und die jährlichen Niederschlagswerte schwanken durchschnittlich zwischen 63,7 und 94,9 Millimetern. Vor allem die Zeit von Juli bis September ist niederschlagsreich.

## Geschichte
Die Stadt wurde nach dem ersten Präsidenten Colimas Manuel Álvarez benannt und heißt übersetzt so viel wie Tal von Álvarez.

## Wirtschaft und Infrastruktur

### Ballungsraum Colima
Villa de Álvarez bildet mit der Hauptstadt Colima einen wirtschaftlichen Ballungsraum. Dabei haben sich die beiden Städte so ausdifferenziert, dass in der Villa de Álvarez hauptsächlich gewohnt wird, während in Colima eher die Unternehmen und Betriebe angesiedelt sind. Colima und Villa de Álvarez verfügen über ein gemeinsames öffentliches Transportsystem. Politische Differenzen in der Vergangenheit führten dazu, dass eine Zusammenarbeit auf politischer Ebene weitgehend ausblieb.

### Verkehr

#### Fernverkehr
Der Flughafen Colima (Internationales Flughafenkürzel: CLQ) bietet Reisenden täglich unterschiedliche nationale Verbindungen nach Mexiko-Stadt und Tijuana an. Als weitere wichtige Verbindung für den Warenverkehr gelten die Eisenbahnlinie und die Autobahn zwischen Manzanillo und Guadalajara. Für Reisende stehen vom Busbahnhof zudem täglich nationale Verbindungen zu Zielen in ganz Mexiko zur Verfügung.

#### Nahverkehr
Taxis sind in Villa de Álvarez und Colima verhältnismäßig günstig, eine weitere sehr kostengünstige Methode der Fortbewegung ist das flächendeckende Bussystem in der Stadt. Es gibt keine fest geregelten Buspläne oder Haltestellen (mit Ausnahme an den großen Avenidas und im Zentrum), man steigt an den Ecken aus bzw. zu. Alle Buslinien sind ausnahmslos kreisförmig, d. h., es gibt keine Gegenrichtung derselben Linie.
Der kleine Busbahnhof Central de los Rojos liegt nahe dem Zentrum von Colima und bietet Fahrten ins nähere Umland an. Er wird zudem von den meisten städtischen Linien angefahren. Rojos ist daher ein wichtiger Knotenpunkt für das Umsteigen innerhalb der Stadt und für die Ausflüge ins Umland (bis Manzanillo).